# Industrias Oscorp
Oscorp, o también llamado Industrias Oscorp, es una corporación multinacional ficticia multimillonaria que aparece en los cómics estadounidenses publicados por Marvel Comics, predominantemente en historias sobre Spider-Man. La compañía fue fundada por el archienemigo de Spider-Man, Norman Osborn, y ha aparecido en numerosas adaptaciones de medios. 
Según Forbes, destacando las 25 compañías ficticias más grandes, tenía unas ventas estimadas de $ 3.1 billones, clasificándolo en el número 23.

## Historia
La corporación está basada en la Torre Oscorp en Nueva York. Ha sido creado y dirigido por el CEO, Norman Osborn. La compañía está especializada en la industria de armamento de defensa. Norman estudió química e ingeniería eléctrica en la universidad. También tomó varios cursos en administración de empresas. El profesor de Norman Osborn, Mendel Stromm, formó la sociedad comercial. Como Norman asumió la mayor parte del financiamiento, llamaron a su compañía Corporación Osborn u Oscorp. Esto ganó enormes cantidades de riqueza para los Osborns.
El Dr. Nels Van Adder, un asistente de investigación, ayudó al Dr. Stromm en Oscorp a desarrollar una fórmula para mejorar el rendimiento que luego se conocería como la "Fórmula Duende". Más tarde, esto resultó ser otro fracaso para Oscorp cuando Norman Osborn murió, lo que dejó a su hijo Harry a cargo de la empresa. Desde entonces, no ha habido una actualización de ningún proyecto que pueda ayudar a los hombres. Pero ha habido rumores de que todavía hay experimentos en el sótano cerrado de Oscorp hasta la fecha. Si bien Harry Osborn no ha sido visto en meses, se ha especulado que podría haber sido un conejillo de indias de Oscorp y que había sido asesinado. También ha habido rumores de que Spider-Man ha sido vinculado a los problemas de alguna manera dado que tiene poderes extrahumanos extraños.
La investigación inicial de Mendel Stromm fue sobre una sustancia química que proporcionaría una mayor fuerza en sus sujetos de prueba y eventualmente convertiría a Osborn en el Duende Verde. Osborn, queriendo la fórmula por sí mismo, descubrió que Stromm había estado malversando fondos de Oscorp. Stromm explicó que simplemente estaba pidiendo prestado, pero Osborn lo entregó a la policía. Después de varios años en prisión, Stromm fue liberado e intentó matar a Osborn para vengarse utilizando robots malvados. Fue detenido por Spider-Man y aparentemente murió de un ataque al corazón cuando casi le dispararon.
La compañía de Jay Allan "Allan Chemical" se fusionó con las acciones de Normie Osborn de Oscorp y las últimas propiedades restantes de Horizon Labs después de su destrucción, estableciéndola bajo el nuevo nombre de "Alchemax".
Más tarde se reveló que Norman Osborn bajo el disfraz de "Mason Banks" creó la corporación con el fin de dejar un imperio fuerte para su nieto y establecer un imperio para el legado de Osborn. Su sede la Torre Oscorp fue la antigua sede de Oscorp.
Para 2099, Alchemax eventualmente controlaría la mayoría de los aspectos de la vida diaria en un posible futuro.

## Miembros

### Actual
- Norman Osborn- Fundador y CEO de Oscorp, hasta que se fusionó con Alchemax.

### Ex
- Arthur Stacy - El Jefe de Seguridad de Oscorp, hermano de George Stacy y tío de Gwen Stacy.
- Harry Osborn - Exjefe de Oscorp. Hijo de Norman Osborn.
- Charles Standish - El señor Vicepresidente de Oscorp. Fue secuestrado por la Espada Llameante, pero eventualmente fue rescatado por los Vengadores.[6]
- Donald Menken - El asistente personal de Norman Osborn.
- Dr. David Patrick Lowell - Un científico que se convirtió en Sundown al empaparse de sus productos químicos que era similar a la Fórmula Duende.[7]
- Dr. Malek - Un científico que formó parte del equipo de investigación que estaba experimentando en Freak.[8]
- Michael Gray - Un miembro de la fuerza de seguridad en Oscorp.
- Dr. Nels van Adder - Científico de investigación cuya fórmula lo convirtió en el Proto-Duende.[9]
- Dr. David Lowell - Desarrolló el Proyecto de fotogenesis para Oscorp, y descubrió una forma de otorgar superpoderes humanos a través de la fotosíntesis.
- Max Dillon, un ingeniero eléctrico y liniero, estaba reparando una línea eléctrica, antes de que un extraño accidente eléctrico causara un cambio mutagénico que lo transformara en un condensador eléctrico vivo que adoptara el nombre Electro.
- Dr. Rajit Ratha - Científico y supervisor del Dr. Connors hasta la destrucción del Lagarto de la Torre Oscorp (Amazing Spider Man).
- Dr. Curt Connors - científico de nivel inferior que trabaja en la cura de un Norman Osborn moribundo. Se convirtió en el Lagarto.
- Mendel Stromm - Exsocio de Norman Osborn.
- Mark Raxton - ex director de seguridad.

## Otras versiones

### Ultimate Marvel
En el universo de Ultimate Marvel, Oscorp es muy similar a la versión Tierra-616. La compañía es propiedad y está operada por Norman Osborn, quien desarrolló el suero de súper soldado Oz y las arañas que estaban detrás de las habilidades de Peter Parker, y más tarde Miles Morales. Después de un incidente en el que Osborn se inyectó suero Oz y se convirtió en el Duende Verde, una gran parte del edificio principal quedó en ruinas y numerosos científicos murieron o pasaron a otras compañías como Roxxon en el caso de Conrad Marcus. Se había mencionado que Industrias Osborn todavía producía tecnologías.

## En otros medios

### Televisión
- Oscorp aparece en la serie de televisión Spider-Man de 1994. Norman Osborn contrata a Spencer Smythe para crear un arma para destruir a Spider-Man creando el Spider-Slayer. El trato hecho con Osborn significaba que Norman construiría una silla de ruedas automática para el hijo paralítico de Spencer, Alistair Smythe. El Slayer involuntariamente capturó a Flash Thompson vestido como Spider-Man, y el verdadero Spider-Man vino a su rescate. Se provocó un incendio a gran escala en la planta de Oscorp. Norman Osborn citó a Spencer "Recuerda nuestro trato: No Araña, No silla". Spencer optó por quedarse atrás y acabar con Spider-Man, mientras que Norman llevó a Alistair a un lugar seguro. Después de que Spider-Man destruyó al Spider-Slayer, Oscorp explotó y Spencer supuestamente falleció. Sin embargo, Spencer había sobrevivido, habiendo sido encontrado por Kingpin. Norman inventó la tecnología que crearía el Hobgoblin y lo contrató para asesinar a Kingpin. El asesinato fue frustrado por Peter Parker y Kingpin sospechó una conspiración contra él. Norman posteriormente despidió al Hobgoblin, quien se alió con Kingpin y secuestró al hijo de Norman, Harry. Cuando Kingpin se negó a pagar a Hobgoblin inmediatamente, cesaron su asociación. Después de esto, Osborn vendió el 50% de su compañía al pivote central para pagar su deuda. Norman y su compañero Wardell Stromm se vieron obligados a crear armas químicas para Kingpin. Una reacción inestable resultó durante un experimento y Norman parecía haber perecido en la explosión. Sin embargo, Norman había sobrevivido a la explosión, su fuerza aumentada por el gas de la explosión, y esto combinado con las armas Hobgoblin creó el Duende Verde. Luego comenzó a secuestrar a los accionistas de Oscorp, aunque Spider-Man descubrió una base submarina donde el Duende tenía la intención de matarlos. Luchando contra el Duende, Spider-Man lo desenmascaró. Amnesia se produjo y Norman no pudo recordar su doble identidad. A la mañana siguiente, Norman anunció públicamente que Oscorp ya no estaría involucrado en la creación de armas químicas.
- Oscorp aparece en The Spectacular Spider-Man. Oscorp es la firma líder de fabricación de productos químicos (que también tenía divisiones de investigación que se ocupaban en otras áreas) que tiene su sede en la ciudad de Nueva York y fue fundado y poseído por el despiadado empresario, inventor y talentoso químico llamado Norman Osborn. En algún momento, Norman se encontró con una fórmula química con la intención de usarla para aumentar la inteligencia y la fuerza física de una persona. Osborn intentó recrear la sustancia química (en secreto) y utilizó pequeñas dosis de la misma. La fórmula de hecho aumentó su inteligencia y fuerza, pero también lo volvió loco. Creó un disfraz de Halloween para él mismo que coloreó de color verde después de la solución y se nombró a sí mismo el Duende Verde, cuyo principal objetivo era convertirse en el jefe del crimen reinante en Nueva York y matar a Spider-Man.
- Oscorp aparece en la serie de televisión Ultimate Spider-Man. Al igual que en la realidad de Ultimate Marvel, Norman se puso en contacto con el Dr. Otto Octavius para capturar a Spider-Man y le contó su plan para crear super soldados a partir de su ADN. Octavius contrató a Los 4 Terribles para hacer el trabajo. Más tarde, ese mismo día, Octavius recibió un mensaje del Mago de que habían encontrado al justiciero. Al día siguiente, cuando los 4 Terribles fueron derrotados, Norman reprendió a Octavius, quien prometió no volver a fallarle. El Doctor Octopus luego envía un Octobot para adquirir una muestra de Spider-Man, el pequeño Octobot regresó con él y creó al simbionte Venom fuera de la muestra. Norman le ordenó que lo hiciera en un día. Más tarde, cuando Norman regresó de su casa, Venom destruyó los alrededores y escapó y buscó a Spider-Man. Después de que Venom fue supuestamente destruido, Norman felicitó a Octavius por el éxito y le ordenó que hiciera un prototipo avanzado. El Doctor Octopus contrató a Taskmaster para capturar a Spider-Man. Después de que Taskmaster regresó de una misión fallida, Octavius se enfureció y destruyó sus instalaciones, mientras que Taskmaster decidió vengarse de Spider-Man.
- En la segunda temporada de Avengers Assemble, se ve un edificio de Oscorp en "Los Vengadores Oscuros", donde Hawkeye se enfrenta a dos miembros del Escuadrón Supremo, Speed Demon y Zarda.
- Oscorp aparece en la nueva serie Spider-Man. Tenía una brecha de contención donde algunas arañas experimentales en las que estaba trabajando la compañía se soltaron en la instalación; una araña mordió al estudiante de Midtown High, Peter Parker. Además, está Academia Osborn como un rival tecnológico de Horizon High, y una fuerza de seguridad de alta tecnología llamada Comandos Osborn compuesta por el personal y los estudiantes de la Academia Osborn.
- Oscorp aparece en la serie animada de Disney+, Tu amigo y vecino Spider-Man.

### Cine

#### Serie de películas Sam Raimi
- Oscorp aparece en la trilogía de Spider-Man de Sam Raimi:
  - Oscorp Labs aparece a lo largo de la película Spider-Man de 2002. Representada como una corporación química en bancarrota con sede en Nueva York dirigida por Norman y Mendell Stromm, participó en la tecnología militar que produjo un traje de vuelo de metal verde y un planeador volador púrpura, que después de que Norman se somete al experimento con su propio suero, se vuelve sobrehumano. sin embargo, se vuelve loco y roba la armadura y el planeador, convirtiéndose en el Duende Verde. Luego bombardea a su rival Quest Aerospace durante una prueba de su propio exotraje, pero esto solo impulsa a la junta a derrocar a Norman vendiendo Oscorp a Quest mediante una compra. Durante el desfile de Acción de Gracias, el Duende Verde asesina a los miembros con una bomba de calabaza en represalia.
  - En Spider-Man 2 (2004), Harry asume el control después de la muerte de Norman y financia la búsqueda de energía renovable de Otto Octavius. Después de perder el control en su demostración que resulta en la muerte de Rosie Octavius, la destrucción del reactor de fusión y la electrocución de Otto (que termina convirtiéndolo en el Doctor Octopus), Harry afirma que "está arruinado". El destino de Oscorp no se revela, aunque es posible que la empresa se declarara en quiebra.

#### Película de Marc Webb
Oscorp aparece en las películas de The Amazing Spider-Man (2012) y The Amazing Spider-Man 2: Rise of Electro (2014), ambas dirigidas por Marc Webb. En las películas, Oscorp es retratado como una corporación científica poderosa y corrupta encabezada por Norman Osborn y otros como Rajit Ratha y Donald Menken, que utiliza los vastos recursos de la compañía en varios intentos de encontrar una cura para su enfermedad terminal. La corporación está involucrada en una variedad de conspiraciones ilegales, como el encuadre y asesinato de Richard y Mary Parker, y el desarrollo del veneno de araña que le dio a Spider-Man sus poderes. Industrias Oscorp ofrece una variedad de hilos artificiales (Biocables) que es producido por el veneno de la araña de Richard Parker, y en donde Peter Parker recibe su red en el papel de Spider-Man. Los experimentos científicos y las actividades ilegales de Oscorp desempeñan un papel en el desarrollo de varios supervillanos, incluidos el Lagarto, Electro, Duende Verde y Rhino. Además, Oscorp tiene el control del Instituto Ravencroft para supercriminales, en el cual realizan experimentos científicos ilegales e inhumanos sobre los pacientes mentales del instituto. Estos experimentos son supervisados por un científico loco llamado Dr. Ashley Kafka.

#### Universo cinematográfico de Marvel
- El edificio Oscorp de The Amazing Spider-Man casi apareció en The Avengers (2012) del Universo cinematográfico de Marvel (UCM). Sin embargo, cuando el edificio Oscorp estuvo completamente diseñado para The Amazing Spider-Man, el horizonte de The Avengers ya estaba renderizado, por lo que la idea se abandonó debido a limitaciones de tiempo.[15]
- En Spider-Man: No Way Home (2021), Norman Osborn, quien es transportado desde el universo de las películas de Sam Raimi, luego de huir de su personaje dividido del Duende Verde después de romper su máscara, no puede encontrar su empresa en la ciudad de Nueva York del UCM y asume que no existe.[16]Aunque es posible que Oscorp Inc. exista en el Universo Principal del UCM, aunque fuera de la Ciudad de Nueva York, o que aún no haya existido, y de cualquier manera puede aparecer en entregas posteriores del UCM.

#### Universo Spider-Man de Sony
El edificio Oscorp aparecerá en la próxima película Morbius (2022), que es parte del Universo Spider-Man de Sony; sin embargo, fue eliminado de la versión final de la película.

### Videojuegos
- Oscorp aparece en el videojuego de 2002 Spider-Man. La compañía en el juego es paralela a la de la película, con Norman Osborn y sus científicos intentando capturar a Spider-Man para estudiar su genética para perfeccionar su propio suero de súper soldado contraído. Después de varios intentos fallidos para capturar a Spider-Man usando robots Oscorp, Norman se somete al suero y se convierte en el Duende Verde.
- Oscorp aparece en Spider-Man: Friend or Foe. Spider-Man lucha contra el Duende Verde en el helipuerto en la sucursal japonesa de Oscorp.
- Oscorp aparece en Lego Marvel Super Heroes. Los Vengadores parecen ignorar que el Duende Verde es Norman Osborn ya que no sabían por qué fue a Oscorp. Más tarde, Spider-Man, aliado con Black Widow y Hawkeye, se aventura a través de Oscorp en la búsqueda del Duende, llevándolos a una pelea con Venom.
- El logotipo de Oscorp de The Amazing Spider-Man, se puede ver en Iron Man 3: The Official Game, basado en la película del mismo nombre.
- Oscorp aparece en el videojuego The Amazing Spider-Man. En el juego, la compañía ha cambiado en gran medida su enfoque hacia los Spider-Slayers de Alistair Smythe y otros robots avanzados en respuesta a la proliferación de experimentos de "especies cruzadas" basados en la investigación del científico deshonrado de Oscorp, Curt Connors, como Escorpión/MAC, Rhino, Iguana y Nattie. Otros miembros del personal mencionados o presentados en el juego incluyen a Otto Octavius, Mendell Stromm y Michael Morbius.
- Oscorp aparece en el videojuego The Amazing Spider-Man 2. El líder de la pandilla Herman Schultz y miembros de la mafia rusa roban tecnología de Oscorp para luchar entre sí por el dominio; Schultz, en particular, utiliza uno de los dispositivos robados para convertirse más adelante en Shocker. La tecnología robada por los rusos aparece en los desafíos del juego.
- Oscorp aparece en el videojuego Marvel: Contest of Champions.
- La Torre Oscorp es una ubicación en Marvel Snap.[18]

#### Serie de juegosMarvel's Spider-Man
Industrias Oscorp aparece en la serie Marvel's Spider-Man desarrollada por Insomniac Games. Esta versión de la empresa fue cofundada por Norman Osborn y Otto Octavius, y su nombre deriva de "the Os", el apodo universitario de Norman y Otto. Sin embargo, Otto finalmente abandonó la empresa debido a la corrupción de Norman y los experimentos peligrosos y poco éticos que llevó a cabo Oscorp. Gracias al cargo de Norman como alcalde de Nueva York, la tecnología de Oscorp se ha implementado en muchos de los servicios públicos de la ciudad. El hijo de Norman, Harry Osborn, también instaló estaciones de investigación en toda la ciudad para llevar a cabo los deseos de su difunta madre Emily de erradicar la contaminación y limpiar el medio ambiente y son parte de una misión secundaria en el primer juego.
- En Marvel's Spider-Man (2018), la empresa juega un papel central, ya que fue responsable de la creación del "Devil's Breath", un arma biológica originalmente destinada a ser un tratamiento para los trastornos genéticos, en particular la enfermedad que mató a la esposa de Norman, Emily, y más tarde también afectaron a Harry. Después de que uno de los sujetos de prueba de Devil's Breath, Martin Li, obtuvo superpoderes y mató accidentalmente a sus padres, se convierte en el jefe del crimen Señor Negativo para vengarse de Norman. Además, después de que Norman retira la financiación de Otto para su investigación sobre prótesis avanzadas en un intento apenas disimulado de conseguir que regrese a Oscorp, Otto se inspira en las acciones de Li para perseguir su propia venganza. Buscando arruinar la reputación de Norman, Otto forma los Seis Siniestros y organiza varios ataques contra Oscorp mientras libera el Aliento del Diablo en un intento de exponer el papel de Norman en su creación. La respuesta de Oscorp es contratar a Sable International y permitirles someter la ciudad a la ley marcial, lo que provocó más abusos y corrupción. El ex científico jefe del proyecto Devil's Breath, Morgan Michaels, finalmente traiciona a su empleador al ayudar a Spider-Man a idear una cura para el virus. Una vez que se detiene el brote de Aliento del Diablo y los Seis Siniestros son derrotados, Oscorp puede evitar demandas importantes, aunque Norman renuncia como alcalde en desgracia.
- En Marvel's Spider-Man: Miles Morales, el clandestino utiliza el centro científico abandonado de Oscorp como escondite. El centro de ciencias antes de ser abandonado aparece en un flashback en el que Miles Morales y Phin Mason ganan un concurso celebrado allí presentando el convertidor de energía que crearon antes de ingresar a sus respectivas escuelas secundarias. El centro científico es también el lugar donde Miles conoció indirectamente a Peter Parker y Otto, cuando estos dos últimos visitaron el centro en busca de una idea para su proyecto de prótesis.
- En Marvel's Spider-Man 2, se revela que Oscorp recuperó el simbionte Venom después de que se estrelló en las afueras de Nueva York, con el que luego experimentó el Dr. Curt Connors, convirtiéndolo en un traje orgánico que puede curar a quienquiera que esté unido. Sin embargo, después de descubrir que el simbionte es sensible y puede influir en el comportamiento de su anfitrión, Connors aconsejó destruirlo, pero Norman intentó usarlo para curar la enfermedad de Harry. Esto finalmente resulta en que Harry se convierta en Venom y comience una invasión de simbiontes en Nueva York, que es frustrada por los Spider-Men (Peter Parker y Miles Morales) y Mary Jane Watson, mientras que Venom es destruido, dejando a Harry en un estado de coma. Esto lleva a Norman a ordenar a sus científicos que utilicen el "suero G" en su hijo y jurar venganza contra los Hombres Araña, a quienes culpa por la condición de Harry.